# バトルスピリッツ 龍虎の拳
『バトルスピリッツ 龍虎の拳』（バトルスピリッツ りゅうこのけん）は、1993年12月23日にフジテレビ系で放送されたテレビアニメ。エス・エヌ・ケイ（旧社）のネオジオ用対戦型格闘ゲーム『龍虎の拳』を原作としているが、ストーリーはゲームとは異なるアニメオリジナル。
『バトルファイターズ 餓狼伝説』シリーズや、後の『サムライスピリッツ 〜破天降魔の章〜』と同様に、新作ゲームである『龍虎の拳2』の発売に合わせてプロモーションを行うと同時に新作のCMを集中的に打つことを目的に製作された。
なお、この作品には『龍虎の拳2』にも登場するリー・パイロン、ミッキー・ロジャース、Mr.カラテ（タクマ・サカザキ）は登場しない。また、主人公であるリョウ・サカザキの髪色がゲームの金髪から黒髪に変更されているなど相違点も多い。

## ストーリー
経営している空手道場が全く流行らないため、何でも屋稼業で日々の生活費と妹ユリの学費を稼ぐ極限流空手の継承者・リョウと、ガルシア財団の後継者ながら財団を嫌って日々気ままに暮らすリョウの親友ロバート。物語は依頼を受けた迷い猫を捕まえるため、2人があるアパートの一室へと忍び込んだことから始まる。猫が見つかった直後、部屋の主・レイが帰ってきた。そしてその後を追って来た男達。男達は抵抗するレイを殺すと、居合わせたリョウとロバートをレイの仲間と決め付けて“ブツ”をよこせと銃を手に迫ってくる。関わりのない2人は部屋の窓から外へ飛び出て、ロバートの愛車フェラーリでさっさと逃げ出すのだった。
直後、サウスタウンの裏社会を牛耳るMr.ビッグのアジトにビッグとその組織の幹部達が集まっていた。彼らはレイが隠した“ブツ”を、部屋にいた2人組・リョウとロバートが持っていると考えていた。幹部の一人キングがリョウとロバートに関するデータを探し出し、レイを襲った男達を率いていたジャックは早速リョウの家へと向かう。しかしキングはさらにデータを検索してユリの存在を知り、彼女を使った“ブツ”をより確実に奪い返せる手段を思い付く。その頃リョウはやっとの思いで連れ帰った猫が探していた猫とは違っていたため、仕事料も貰えず帰宅する羽目に陥っていた。一緒に戻ったロバートが点けたテレビでは“シリウスの瞳”と呼ばれる宝石が盗難に合ったことを報じており、サウスタウン警察の藤堂警部がカメラに向かって「見つからなければ腹を切る」と物騒な発言を行っていた。直後、ジャック率いる一団がリョウの家へとなだれ込む。隠れてやり過ごそうとするも失敗し、結局リョウとロバートは男達と戦うことに。雑魚はロバートに任せ、ジャックと対峙するリョウ。ジャックの力任せの猛攻にてこずるが、怒り心頭に発したリョウは空手技を繰り出してジャックを倒す。しかしこの騒動は警察の知るところとなり、2人は駆けつけた藤堂に連行されてしまう。
藤堂はジャックの襲撃がシリウスの瞳の行方に関係していると考えてリョウとロバートを激しく問い詰めるが、結局2人はすぐに釈放される。リョウとロバートは再びリョウの家へと戻るが、そこへ今度は暴走トレーラーが襲い掛かった。トレーラーはロバートのフェラーリを跳ね飛ばし、突き当りの建物に突っ込んで停止する。その運転席にはユリの荷物と、「子猫は預かった。返してほしければシリウスの瞳を持って来い」と書かれた手紙が置かれていた。その夜、指定された表向きはレストランだが実態は秘密カジノのラ・モールにロバートが単身乗り込んだ。出迎えたキングに案内された隠し部屋にはビッグと幹部のジョン、そして囚われのユリがいた。ビルの外からロバートをフォローしていたリョウの強襲でユリを救い出せるかに思えたが、時を同じくして違法賭博の罪でビッグの逮捕を目論んだ藤堂が率いる警察の乱入騒ぎが起こる。その騒動の中またもユリは捕らえられ、ビッグの隠れ家へと連れ去られてしまった。
ユリを救うにはシリウスの瞳を探し出すしかない。全ての始まりとなったレイの部屋のある不自然さに気づいたロバートは、その不自然さが生じていた場所にこそシリウスの瞳が隠されていると推測する。再び部屋へと忍び込む2人だったが、シリウスの瞳は見つからない。タイムリミットが刻一刻と近づく中、この部屋で起こった小さなアクシデントを思い起こすロバート。そして朝日が街を照らす中、思わぬ場所からシリウスの瞳は見つかった。
今度こそユリを取り返すべく、ビッグの隠れ家＝別荘へと乗り込むリョウとロバート。しかしビッグはユリを捕らえておけばガルシア財団の力も利用できると考え、シリウスの瞳を受け取るもユリを返さずに立ち去ろうとする。リョウはビッグ達が乗ったヘリに飛びつき、操縦していたジョンを引きずり下ろしてユリを奪回。そのまま眼下にあった別荘のプールへと飛び降りた。そして操縦者を失ったヘリもプールへと墜落する。リョウとユリは無事だったが、キングとビッグもまたヘリから脱出していた。ムエタイを駆使するキングにロバートが、そして棒術で襲い来るビッグにリョウが立ち向かう。

## スタッフ
- 監督：福冨博
- 脚本：岸間信明
- 音楽監督：小西亮
- 作曲：新世界楽曲雑技団（SNKサウンドチーム）
- 編曲：三宅一徳
- 主題歌「野性の風」歌：J☆POP 作詞：野口きよみ 作曲：ROKUJI 編曲：J☆POP
- キャラクターデザイン/総作画監督：岩倉和憲

## キャスト
- リョウ・サカザキ：別所哲也
- ロバート・ガルシア：池田政典
- ユリ・サカザキ：浜崎歩（TV放映版＝ビデオ/LD版）、非公表（DVD版）
- 藤堂竜白：青野武
- ジョン・クローリー：塩沢兼人
- キング：勝生真沙子
- Mr.ビッグ：家弓家正
- ジャック・ターナー：松尾銀三
- 部下A：田中一成
- 部下B：新田三士郎
- テレビキャスター：青羽美代子
- 警官：風間信彦
- 老婦人：鈴木渢
- 部下：幸野善之

## 映像ソフト
VHS/LDが放送直後の1994年にキングレコード・スターチャイルドレーベルから、その後2003年にDVDがマーベラスエンターテイメントから発売された。
映像特典は、VHS/LD版がネオジオ『龍虎の拳2』実写CMの全バージョンとそのメイキング。DVD版は『龍虎の拳』および『龍虎の拳2』攻略ビデオのダイジェスト。
本放送およびVHS/LD版ではゲーム版CMにも出演したタレント：浜崎歩（後の浜崎あゆみ）がユリ・サカザキ役であったが、DVD版ではオリジナルキャストとは異なる旨が記載され浜崎ともゲーム版とも異なる別の声優に変更されており、DVD版エンディングクレジットにも記載されていないため担当声優は不明となっている。
VHS/LD版は発売時の告知チラシにて「ディレクターズカット」と銘打っておりTV放映版より一部シーンの作画クオリティが向上しているが、後発のDVD版ではTV放映版のマスターが使われているため作画修正シーンは未収録となり、声優変更も含め本作は全く異なる3つのバージョンが存在する。
- TV放映オリジナル版（1993年）「映像マスター：TV放映版」「ユリ役：浜崎歩」
- VHS/LD版（1994年）「映像マスター：ディレクターズカット版」「ユリ役：浜崎歩」
- DVD版（2003年）「映像マスター：TV放映版」「ユリ役：新録（ノンクレジットのため声優不明）」

なお、北米や欧州にて発売の海外正規DVDはTV放映オリジナル版が収録されている。

## 音楽ソフト
『バトルスピリッツ龍虎の拳 SOUND ACTION』がキングレコード・スターチャイルドレーベルからリリースされた。
SNKサウンドチーム・新世界楽曲雑技団の作曲による本編使用のBGMと主題歌『野生の風』、本編未使用のBGM（一部楽曲の別テイクバージョン）と『野生の風』のカラオケを収録。